# Langer Grund-Kohlberg
Langer Grund-Kohlberg este o arie protejată (arie specială de conservare — SAC, sit de importanță comunitară — SCI) din Germania întinsă pe o suprafață de 142,2 ha, integral pe uscat.

## Localizare
Centrul sitului Langer Grund-Kohlberg este situat la coordonatele 52°29′54″N 14°26′23″E / 52.4983°N 14.4397°E.

## Înființare
Situl Langer Grund-Kohlberg a fost declarat sit de importanță comunitară în septembrie 2000 pentru a proteja un număr necunoscut de specii din flora spontană și fauna sălbatică aflate în arealul zonei. Situl a fost protejat și ca arie specială de conservare în decembrie 2005.

## Biodiversitate
Situată în ecoregiunea continentală, aria protejată conține 2 habitate naturale: Pajiști stepice subpanonice, Fânețe de joasă altitudine (Alopecurus pratensis, Sanguisorba officinalis).
La baza desemnării sitului se află un număr nedeclarat de specii protejate.
Pe lângă speciile protejate, pe teritoriul sitului au mai fost identificate 51 de specii de plante.